# William Gagnon
William Gagnon, né et baptisé le 16 mai 1905 à Dover au New Hampshire (États-Unis), de parents canadiens français et mort le 28 février 1972 à Saïgon (Vietnam du Sud), est un missionnaire canadien. Le 16 décembre 2015, il est déclaré vénérable par le pape François.

## Biographie
Migrant avec sa famille en Nouvelle-Angleterre et au Québec, il fut appelé durant sa jeunesse à prendre soin des autres.
Sa recherche vocationnelle fut scellée le 20 novembre 1932 par sa première profession au sein de l'Ordre hospitalier de Saint-Jean-de-Dieu, à Montréal, au Canada.
Après avoir exercé différentes fonctions, son rêve missionnaire se concrétisa vraiment, lorsqu'il arriva avec deux confrères canadiens à la Mission de Bùi-Chu, dans le Nord du Viêt Nam, le 18 janvier 1952.
Pendant dix-sept ans, son action apostolique se concentra sur l'implantation de l'Ordre au Viêt Nam, sur les soins à dispenser aux milliers de réfugiés. Il voulut accorder sa vie au rythme du Sacré-Cœur de Jésus, sous le regard protecteur de la Vierge Marie.
Épuisé de s'être donné sans compter, le Frère William mourut à Saïgon, le 28 février 1972, en odeur de sainteté.
Depuis, il a eu droit à un procès diocésain à Montréal en 2000 (incluant l'enquête diocésaine de Xuân-Lôc, au Vietnam, menée en 1999). Le tout a été approuvé le 30 novembre 2001 à Rome, comme cause du diocèse de Montréal.
Le 9 juin 2008, la Postulation générale de l'Ordre hospitalier remettait à la Congrégation pour les Causes des Saints la Positio (dossier) du Frère William Gagnon, o.h. afin d'étudier la pratique héroïque des vertus dans la vie du Serviteur de Dieu. Cette étude s'avère nécessaire pour mener le cas au titre de vénérable. Cette étape est franchie le 16 décembre 2015, l'héroïcité de ses vertus est reconnue, et il est déclaré vénérable par le pape François,.